# Don Sunderlage
Don J. Sunderlage (ur. 20 grudnia 1929 w Roselle, zm. 15 lipca 1961 w Lake Geneva) – amerykański koszykarz, występujący na pozycji rozgrywającego, uczestnik meczu gwiazd NBA.
Zginął 15 lipca 1961 roku w wypadku samchodowym, w Lake Geneva (Wisconsin).

## Osiągnięcia
NCAA
- 3. miejsce w turnieju NCAA (1951)[2]
- MVP Konferencji Big Ten (1951)[2]
- Laureat nagrody Chicago Tribune Silver Basketball Award (1951)
- Zaliczony do[2]:
  - II składu All-American (1951 przez Helms, Sporting News)[2]
  - III składu All-American  (1951 przez United Press International, Converse)[2]

NBA
- Uczestnik meczu gwiazd NBA (1954)[3]

Inne
- Wybrany do Galerii Sław Sportu miasta Elgin (1980)[2]